# Jispa
Jispa é uma aldeia do distrito de Lahaul e Spiti, norte do estado do Himachal Pradexe, noroeste da Índia. Em 2001 tinha 332 habitantes.
Situada na margem do rio Bhaga, a 3 200 metros de altitude, a aldeia é atravessada pela estrada Manali–Leh e é um dos pontos onde os viajantes dessa estrada passam uma noite. Está 21 km a leste-nordeste de Keylong, 137 km a norte de Manali, 8 km a sudoeste de Darcha e 335 km a sul-sudoeste de Leh.
A aldeia dispõe de um heliponto, uma estação de correios, um pequeno museu etnográfico e um mosteiro budista, a gompa de Ghemur.